# Lista över Laos premiärministrar

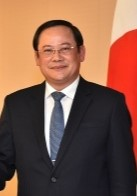
Sonexay Siphandone är premiärminister i Laos sedan 2022.

Detta är en lista över Laos premiärministrar

## Luang Prabang
- 1941–1945: Prins Phetsarath

## Kungarike (1945–1975)
- 1945–1946: Prins Phaya Khammao (ordförande för den provisoriska regeringen)
- 1946–1947: Prins Kindavong
- 1947–1948: Prins Souvannarath
- 1948–1950: Prins Boun Oum
- 1950–1951: Phoui Sananikone
- 1951–1954: Prins Souvanna Phouma
- 1954–1956: Katay Don Sasorith "William Rabbit"
- 1956–1958: Prins Souvanna Phouma
- 1958–1959: Phoui Sananikone
- 1960: Kou Abhay
- 1960: Prins Somsanith
- 1960: Prins Souvanna Phouma
- 1960–1962: Prins Boun Oum
- 1962–1975: Prins Souvanna Phouma

## Republik (1975–nu)
- 1975–1991: Kaysone Phomvihane
- 1991–1998: Khamtai Siphandon
- 1998–2001: Sisavath Keobounphanh
- 2001–2006: Bounnhang Vorachith
- 2006–2010: Bouasone Bouphavanh
- 2010–2016 : Thongsing Thammavong
- 2016–2021 : Thongloun Sisoulith
- 2021–2022 : Phankham Viphavanh
- 2022– : Sonexay Siphandone